# Geraldine Chaplin
Geraldine Chaplin (Santa Monica, Kalifornia, 1944. július 31. –) Goya-díjas amerikai színésznő, Charlie Chaplin és Oona O’Neill lánya. 
Az 1960-as évek közepétől folyamatosan filmez. Életművében kiemelt helyet foglalnak el egykori élettársával, Carlos Saura spanyol filmrendezővel közös alkotásai, de a filmtörténet számos más kiválóságával is dolgozott együtt. 
Húga, Josephine Chaplin Franciaországban lett ismert színésznő.

## Élete és pályafutása
8 évesen kapta első apró filmszerepét édesapja Rivaldafény(1952) című filmjében. Ugyanebben az esztendőben a család Svájcba költözött, ahol a kislány egy ottani internátusban folytatta iskolai tanulmányait. Eleinte balett-táncosnő szeretett volna lenni, de amikor erről le kellett mondania, elhatározta, hogy színésznő lesz. David Lean brit rendező bízott rá először komoly feladatot: Tonya szerepét játszotta Borisz Paszternak irodalmi Nobel-díjjal kitüntetett regénye, a Zsivágó doktor 1965-ös filmváltozatában. A kritika és a közönség kedvezően fogadta a fiatal színésznő első komolyabb filmes próbálkozását. 
Chaplin színésznői képességei élettársa, Carlos Saura filmjeiben bontakoztak ki igazán, kritkai sikerrel formálta meg a rendező érzékeny idegzetű hősnőit. Együttműködésük első állomása a Hűtött mentalikőr (1967) volt. Leghíresebb közös filmjeik az 1970-es években készültek: Anna és a farkasok (1973), Nevelj hollót! (1976), Életem, Elisa (1977), A mama százéves (1979).
A dráma mellett más műfajokban is sikerrel mutatkozott be. Louis de Funès és fia, Olivier partnere volt a Fennakadva a fán (1971) című vígjátékban. Richard Lester Ausztriai Anna királyné szerepét osztotta rá kétrészes Dumas-adaptációjában: A három testőr, avagy a királyné gyémántjai (1973), A négy testőr, avagy a Milady bosszúja (1974). Chaplin megtalálta a helyét Robert Altman ironikus-szatirikus filmjeinek világában is: Nashville (1975), Buffalo Bill és az indiánok (1976), Isten hozott Los Angelesben (1976), Esküvő (1978).
Az 1980-as évektől kezdve a színésznő egyre gyakrabban dolgozott a televízió számára, de a mozifilmek készítői sem felejtkeztek el róla. Többek között a francia filmművészet jelességei hívták forgatni: Claude Lelouch, Michel Deville, Jacques Rivette, Alain Resnais. Richard Lester A testőrök visszatérnek (1989) című kalandfilmjében az idősödő Ausztriai Annát is eljátszhatta. Az évek múlásával a főszerepekről átváltott a karakterszerepekre. Az 1990-es években olyan emlékezetes filmekben nyújtott epizódalakításokat, mint például Martin Scorsese Az ártatlanság kora (1993) vagy Franco Zeffirelli Jane Eyre (1994) című filmjei. Tulajdon nagyanyját, Hannah Chaplint játszotta el Richard Attenborough Chaplin 1992-es című életrajzi filmjében. 
Az új évezredben készült filmjei közül két dráma, Pedro Almodóvar Beszélj hozzá (2002) című alkotása, illetve a Szent Lajos király hídja (2004) a legjelentősebbek.

## Magánélete
2006. augusztus 18-án feleségül ment Patricio Castilla chilei operatőrhöz, akivel már évek óta együtt élt. A művésznőnek két gyermeke van: Shane és Oona Chaplin.

## Filmográfia

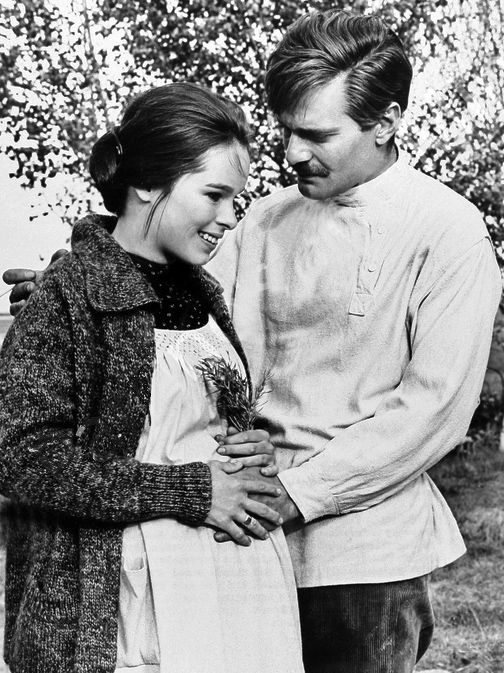
Omar Shariffel a Doktor Zsivágó című filmben (1965)

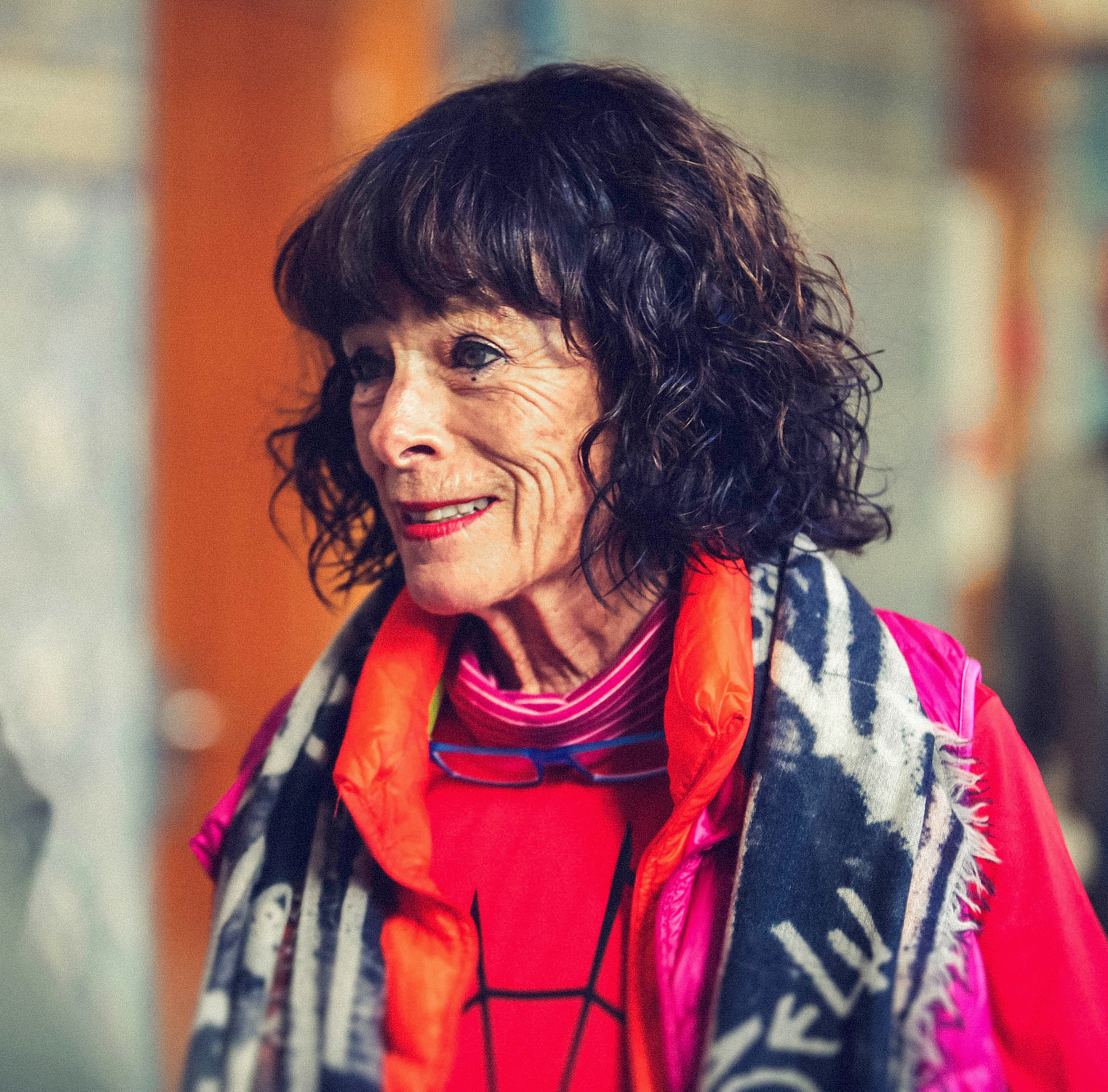
2016-ban

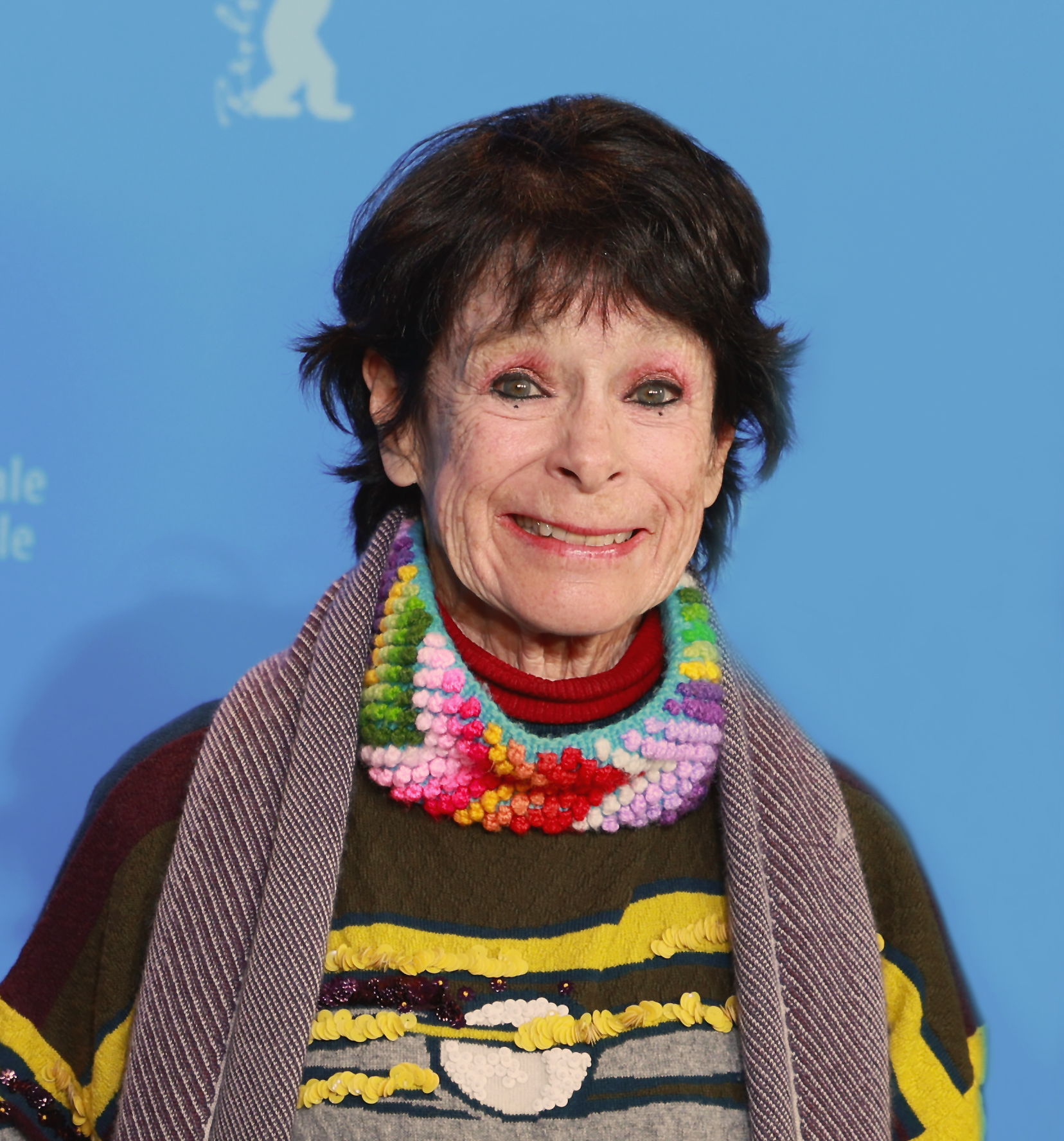
A 2023-as Berlinalén

### Film
- 2010 Farkasember
- 2010 O Apóstolo (csak hang)
- 2009 Brontë
- 2009 La Isla interior
- 2009 The Making of Plus One
- 2009 The Wolf Man
- 2008 L'imbroglio nel lenzuolo
- 2008 Imago mortis
- 2008 Diario de una ninfómana
- 2008 Inconceivable
- 2008 Ramirez
- 2008 Parlami d'amore
- 2007 Los Totenwackers
- 2007 Miguel and William
- 2007 Parc
- 2006 El Orfanato
- 2006 Teresa, el cuerpo de Cristo
- 2005 Melissa P. – Minden este 100-szor, kefével (Melissa P.)
- 2005 BloodRayne: Az igazság árnyékában (BloodRayne)
- 2005 Oculto
- 2005 Heidi
- 2004 Szent Lajos király hídja (The Bridge of San Luis Rey)
- 2002 Beszélj hozzá (Hable con ella)
- 2002 Las Caras de la luna
- 2002 A határok nélküli városban (En la ciudad sin límites)
- 2001 ¿Tú qué harías por amor?
- 1999 Beresina, avagy Svájc végnapjai (Beresina oder Die letzten Tage der Schweiz)
- 1999 Oroszlánok között (To Walk with Lions)
- 1998 Finisterre, donde termina el mundo
- 1998 Betti néni (Cousin Bette)
- 1996 Bűnidő (Crimetime)
- 1996 Os Olhos da Ásia
- 1996 Jane Eyre
- 1995 Szédült hétvége (Home for the Holidays)
- 1995 Para recibir el canto de los pájaros
- 1994 Words Upon the Window Pane
- 1993 A Foreign Field
- 1993 Az ártatlanság kora (The Age of Innocence)
- 1992 Chaplin
- 1992 Zwischensaison
- 1991 Buster hálószobája (Buster's Bedroom)
- 1991 Y aquí no pasó nada
- 1990 Gentille alouette
- 1990 The Children
- 1989 Haza akarok menni (I Want to Go Home)
- 1989 A testőrök visszatérnek (The Return of the Musketeers)
- 1988 A modernek (The Moderns)
- 1987 Úri passziók (White Mischief)
- 1984 Földi szerelem (L’Amour par terre)
- 1983 Az élet kész regény (La Vie est un roman)
- 1982 Casting
- 1981 Egyesek és mások (Les uns et les autres)
- 1980 A kristálytükör meghasadt (The Mirror Crack'd)
- 1980 Titkos utazás (Le Voyage en douce)
- 1979 La Viuda de Montiel
- 1979 A mama százéves (Mamá cumple cien años)
- 1979 Mais où et donc Ornicar
- 1979 L’Adoption
- 1978 The Word (tévésorozat)
- 1978 Esküvő (A Wedding)
- 1978 Bekötött szemmel (Los Ojos vendados)
- 1978 A szeretet rabja (Une page d'amour)
- 1978 Remember My Name
- 1977 Roseland
- 1977 In memoriam
- 1977 Életem, Elisa (Elisa, vida mía)
- 1976 Isten hozott Los Angelesben (Welcome to L.A.)
- 1976 Buffalo Bill és az indiánok (Buffalo Bill and the Indians, or Sitting Bull's History Lesson)
- 1976 Nevelj hollót! (Cría cuervos)
- 1976 Északi szél (Noroît)
- 1976 Bezárva (Scrim)
- 1975 Nashville
- 1974 A négy testőr, avagy a Milady bosszúja (The Four Musketeers)
- 1974 Sommerfuglene
- 1974 ¿…Y el prójimo?
- 1973 A három testőr, avagy a királyné gyémántjai (The Three Musketeers)
- 1973 La Banda de Jaider
- 1973 Anna és a farkasok (Ana y los lobos)
- 1973 Nefertiti y Aquenatos
- 1973 Divatos házasság (Le Mariage à la mode)
- 1972 Innocent Bystanders
- 1972 La Casa sin fronteras
- 1972 Z.P.G.
- 1971 Fennakadva a fán (Sur un arbre perché)
- 1970 A gyönyörök kertje (El Jardín de las delicias) (nem szerepel a stáblistán)
- 1970 A szigetek ura (The Hawaiians)
- 1969 Az odú (La Madriguera)
- 1968 Stressz (Stress-es tres-tres)
- 1967 Hűtött mentalikőr / Borsmentalikőr (Peppermint Frappé)
- 1967 The Danny Thomas Hour (tévésorozat, a The Scene című epizódban)
- 1967 Idegen a házban (Stranger in the House)
- 1967 Megöltem Raszputyint (J'ai tué Raspoutine)
- 1967 A hongkongi grófnő (A Countess from Hong Kong)
- 1966 Andremo in città
- 1965 Doktor Zsivágó (Doctor Zhivago)
- 1965 Par un beau matin d'été
- 1964 Dernier soir
- 1952 Rivaldafény (Limelight) (nem szerepel a stáblistán)

### Televízió
| Év   | Magyar cím                                | Eredeti cím                              | Szerep                                      | Megjegyzések                                                         |
| ---- | ----------------------------------------- | ---------------------------------------- | ------------------------------------------- | -------------------------------------------------------------------- |
| 1967 |                                           | La familia Colón                         | Silvia                                      | 1 epizód                                                             |
| 1967 |                                           | The Danny Thomas Hour                    | Donna                                       | 1 epizód                                                             |
| 1971 |                                           | Carlos                                   | Lisa                                        | tévéfilm                                                             |
| 1973 |                                           | Nefertiti y Aquenatos                    | Nofertiti                                   | rövidfilm                                                            |
| 1978 |                                           | The Word                                 | Naomi Dunn                                  | minisorozat (4 epizód)                                               |
| 1978 |                                           | Der kurze Brief zum langen Abschied      | Judith Seldan                               | tévéfilm                                                             |
| 1981 | A jókedv háza                             | The House of Mirth                       | Lily Bart                                   | - tévéfilm - magyar hangja: - Voith Ági                              |
| 1983 |                                           | My Cousin Rachel                         | Rachel Sangalletti grófnő                   | minisorozat (4 epizód)                                               |
| 1985 | Korzikai testvérek                        | The Corsican Brothers                    | Madame Savilia de Franchi                   | - tévéfilm - magyar hangja: - Bánsági Ildikó                         |
| 1991 | Szívek párbaja                            | Duel of Hearts                           | Mrs. Miller                                 | - tévéfilm - magyar hangja: - Jani Ildikó                            |
| 1993 |                                           | Screen One                               | Beverly                                     | 1 epizód                                                             |
| 1996 | Gulliver utazásai                         | Gulliver's Travels                       | Munodi császárnő                            | minisorozat (1 epizód)                                               |
| 1997 | Odüsszeusz                                | The Odyssey                              | Eurükleia (dajka)                           | - minisorozat (2 epizód) - magyar hangja: - Bodnár Erika             |
| 1997 | Teréz anya: A szegények istenének nevében | Mother Teresa: In the Name of God's Poor | Teréz anya                                  | - tévéfilm - magyar hangja: - Kubik Anna                             |
| 1999 | Mária, Jézus anyja                        | Mary, Mother of Jesus                    | Erzsébet                                    | - tévéfilm - magyar hangja: - Egri Márta                             |
| 2000 | A kezdetek kezdetén                       | In the Beginning                         | Joseved                                     | minisorozat (2 epizód)                                               |
| 2002 | Dinotópia – Őslények szigete              | Dinotopia                                | Oriana                                      | minisorozat (1 epizód)                                               |
| 2003 | Téli napforduló                           | Winter Solstice                          | Gloria Blundell                             | tévéfilm                                                             |
| 2004 | Karácsonyi ének – A musical               | A Christmas Carol                        | Jövő Karácsony Szelleme / vak koldusasszony | tévéfilm                                                             |
| 2006 | Agatha Christie: Marple                   | Agatha Christie's Marple                 | Mrs. Fane                                   | - 1 epizód (Szunnyadó gyilkosság) - magyar hangja: - Győry Franciska |
| 2006 | A Déltenger hősei                         | Les Aventuriers des mers du Sud          | Maggie                                      | tévéfilm                                                             |
| 2012 | Hollow Crown – Koronák harca              | The Hollow Crown                         | Alice                                       | 1 epizód                                                             |
| 2013 | Jo, a profi                               | Jo                                       | Liliane Coberg                              | minisorozat (1 epizód)                                               |
| 2016 |                                           | Au-delà des murs                         | Rose                                        | minisorozat (3 epizód)                                               |
| 2017 |                                           | Electric Dreams                          | Irma                                        | 1 epizód                                                             |
| 2019 |                                           | Britannia                                | anyakirálynő                                | 1 epizód                                                             |
| 2019 | A Korona                                  | The Crown                                | Wallis, Windsor hercegnéje                  | mellékszereplő 3. évad (2 epizód)                                    |

## Fontosabb díjak és jelölések
BAFTA-díj
- 1978 jelölés Isten hozott Los Angelesben (legjobb női mellékszereplő)

Golden Globe-díj
- 1966 jelölés Doktor Zsivágó (legígéretesebb új színésznő)
- 1976 jelölés Nashville (legjobb női mellékszereplő mozifilmben)
- 1993 jelölés Chaplin (legjobb női mellékszereplő mozifilmben)